# Dushia atra
Dushia atra är en djurart som tillhör fylumet slemmaskar, och som först beskrevs av Girard 1851.  Dushia atra ingår i släktet Dushia och familjen Cerebratulidae.
Artens utbredningsområde är Mexikanska golfen. Inga underarter finns listade i Catalogue of Life.